# Vicki Adams
Vicki Adams, född den 16 november 1989 i Edinburgh, Skottland, är en brittisk curlingspelare.
Hon tog OS-brons i damernas curlingturnering i samband med de olympiska curlingtävlingarna 2014 i Sotji.